# 卡洛斯·德尔菲诺
卡洛斯·佛朗西斯科·德尔菲诺（西班牙語：Carlos Francisco Delfino，1982年8月29日—），生于阿根廷圣菲省聖菲，阿根廷职业篮球运动员，拥有阿根廷、意大利双重国籍，司职得分后卫和小前锋。他身高1.98米 (6尺6寸)和104公斤 (230磅)，他以防守和三分球命中率的技能更為出名。

## 2007-2008赛季
2007年6月15日，底特律活塞队将德尔菲诺交易去了多伦多猛龙队以换取2009年和2011年的第二轮选秀权。

## 休斯頓火箭 2012-2013
在密爾沃基公鹿隊打首發三年後，2012年8月20日，德爾菲諾與休斯頓火箭隊簽約。德爾菲諾成為火箭隊的第六人。
本季共出賽67場(5場先發)，平均10.6分、3.3籃板、2.0助攻、1.01抄截，投籃命中率40.5%，三分球命中率37.5%。
2013年6月30，德爾菲諾被火箭隊放棄。